# Ганс-Вернер Офферманн
Ганс-Вернер Офферманн (нім. Hans-Werner Offermann; 2 липня 1921, Оффінген — 22 квітня 1945, Атлантичний океан) — німецький офіцер-підводник, оберлейтенант-цур-зее крігсмаріне. Кавалер Німецького хреста в золоті.

## Біографія
16 вересня 1939 року вступив на флот. З 13 січня 1944 року — командир підводного човна U-518, на якому здійснив 3 походи (разом 250 днів у морі). 22 квітня 1945 року U-518 був потоплений американськими ескортними міноносцями «Ніл Скотт» і «Картер». Всі 56 членів екіпажу загинули.
Всього за час бойових дій потопив 1 корабель водотоннажністю 3401 тонн і пошкодив 1 корабель водотоннажністю 7176 тонн.
| Дата            | Назва корабля            | Тип               | Тоннаж | Вантаж                            | Екіпаж | Загинули | Країна |
| --------------- | ------------------------ | ----------------- | ------ | --------------------------------- | ------ | -------- | ------ |
| 7 березня 1944  | Valera                   | Паровий танкер    | 3,401  | 35 000 барелів мазуту ВМС         | 35     | 1        | Панама |
| 12 вересня 1944 | George Ade (пошкоджений) | Торговий пароплав | 7,176  | 8250 тонн бавовни, сталі та машин | 68     | 0        | США    |

## Звання
- Кандидат в офіцери (16 вересня 1939)
- Фенріх-цур-зее (1 липня 1940)
- Оберфенріх-цур-зее (1 липня 1941)
- Лейтенант-цур-зее (1 березня 1942)
- Оберлейтенант-цур-зее (1 жовтня 1943)

## Нагороди
- Залізний хрест 2-го і 1-го класу
- Нагрудний знак підводника
- Німецький хрест в золоті (6 листопада 1943) — як 1-й вахтовий офіцер U-129.